# Start Bay
Start Bay – zatoka u południowych wybrzeży Anglii (Wielka Brytania), rozciąga się pomiędzy estuarium rzeki Dart na północy a przylądkiem Start Point na południu. Zatoka stanowi część kanału La Manche. Nad zatoką położone jest hrabstwo Devon. 
Dwie wioski położone na wybrzeżu, Hallsands i Strete, uległy zniszczeniu ze względu lokalne warunki pogodowe (liczne sztormy w zimie i wysokie pływy morskie).
Większość linii brzegowej zatoki wchodzi w skład szlaku turystycznego South West Coast Path.